# بحر من الوحوش
بحر من الوحوش (بالإنجليزية: The Sea of Monsters)‏؛ رواية مغامرة خيالية تستند إلى الميقولوجيا الإغريقية، من تأليف الروائي الأمريكي ريك ريوردان، صدرت في 1 أبريل 2006 هذه هي الرواية الثانية من سلسلة بيرسي جاكسون والأولمبيين.